# Vladimír Zábrodský
Vladimír Zábrodský, češki hokejist, * 7. marec 1923, Praga, Češkoslovaška, † 20. marec 2020, Švedska.
Zábrodský je v češkoslovaški ligi igral za klube LTC Praha, Spartak ČKD Sokolovo in Bohemians ČKD Praha, skupno je v osemnajstih sezonah odigral 230 prvenstvenih tekem, na katerih je dosegel 306 golov ter osvojil šest državnih naslovov. Za češkoslovaško reprezentanco je igral na dveh olimpijskih igrah, kjer je bil dobitnik ene srebrne medalje, ter več svetovnih prvenstvih, kjer je bil dobitnik dveh zlatih in ene bronaste medalje. Za reprezentanco je na 93-ih tekmah dosegel 158 golov.
Tudi njegov brat Oldřich je bil hokejist.